# 利娅·尼尔
利娅·尼尔（英語：Leah Neale，1995年8月1日—）生于昆士兰州伊普斯威奇，是一名澳大利亚女子游泳运动员，主攻中长距离自由泳。她第一次接触游泳是在其被父母带到水池边接受水上安全教育的时候。在她正式专攻游泳之前，她曾是她学校篮球队的成员。后来，她感觉自己在游泳上的成绩更好，便开始将更多精力投入到这上面。